# Palast von Malia

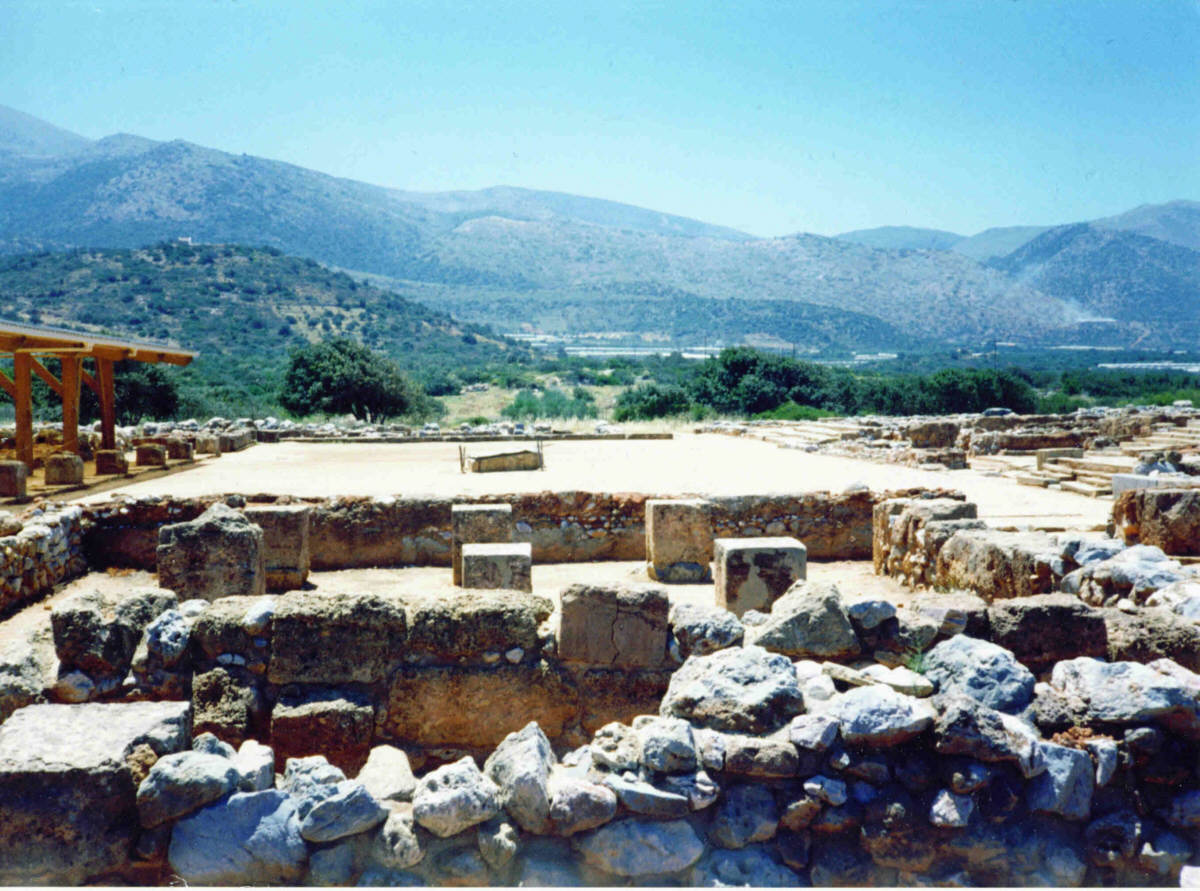
Ruinen der Palastanlage, 1994

Kreta, minoische Kultur

Der sogenannte Palast von Malia (griechisch Μάλια, auch Mallia) ist eine Palastanlage aus minoischer Zeit auf Kreta an der Nordküste, etwa 30 Kilometer östlich von Iraklio. Er ist neben Knossos, Phaistos und Kato Zakros die größte Palastanlage auf Kreta. Der antike Name des Palastes ist unbekannt. Er befindet sich etwa drei Kilometer östlich der heutigen Kleinstadt Malia nahe dem Meer in der Küstenebene. Das Palastgebiet hat einen Durchmesser von ca. 600 Metern. Die Ausdehnung der Stadt insgesamt wird auf etwa 80 Hektar geschätzt. Es befindet sich kein Bach in der Nähe. Auch Malia besaß wie Knossos zwei Häfen. Vom Westhafen kann man noch einen in den Felsen geschlagenen Zufahrtskanal erkennen.

## Archäologische Stätte
Der erste Palast Malias dürfte etwa 1900 v. Chr. errichtet worden sein. An der Nordwestseite der Gesamtanlage befinden sich Reste des ersten Palastes. Es wurden Anzeichen für eine noch ältere Bebauung gefunden. Malia wurde zwischen 1750 und 1700 v. Chr. durch ein schweres Erdbeben zerstört. Die Palastanlage wurde schon wenige Jahrzehnte später an derselben Stelle noch größer wieder aufgebaut. Die meisten der heute sichtbaren Ruinen stammen aus dieser zweiten Periode.

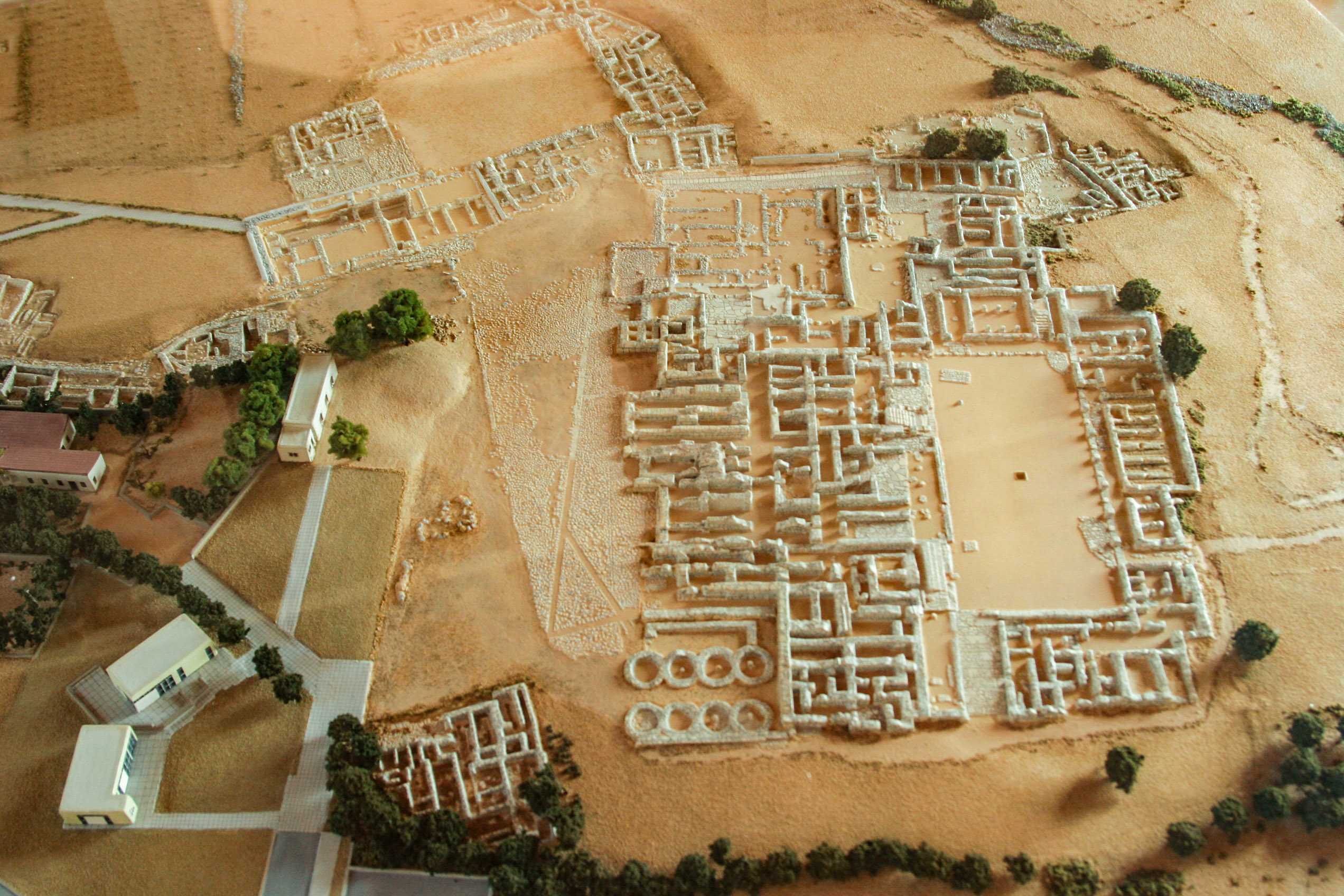
Modell der Anlage

Der sogenannte Palast war womöglich Teil einer Befestigungsanlage, was gegenüber den sonst unbefestigten Siedlungen Kretas eine Besonderheit darstellt. Darüber hinaus ist die Palastanlage in einen größeren Komplex von Architekturen eingebettet. Die Ausstattung des Palastes ist weniger aufwändig als in Knossos. Anders als in Knossos gibt es in Malia, wie in Phaistos, keine figürlichen Wandbilder oder Fresken. Orange-ocker-braune Farbtöne der meist noch kniehohen Mauern dominieren.
Der Palast ist, wie die anderen minoischen Palastanlagen auch, um einen großen Zentralhof von 48 × 23 Metern errichtet, zu dem neben einem Prozessionsweg im Westen, vorbei an acht gigantischen Getreidesilos, verwinkelte, vergleichsweise schmale Korridore aus 4 Richtungen, aufwändig gepflasterte Treppen und Räume führen. In der Mitte des Hofes liegt ein Brandopferaltar: Vier Ziegelsteinpfeiler umgeben eine Grube, in der Asche gefunden wurde, die tierische Brandopfer belegt. Die Pfeiler dürften einst Roste gehalten haben, auf die das Brandopfer gelegt wurde. An der Westseite befinden sich eine Vielzahl kleiner Räume sowie zwei monumentale Treppenanlagen, die belegen, dass die Palastanlage mindestens zwei Stockwerke hatte. Hier befanden sich auch ausgedehnte Lagerräume und Schreine.

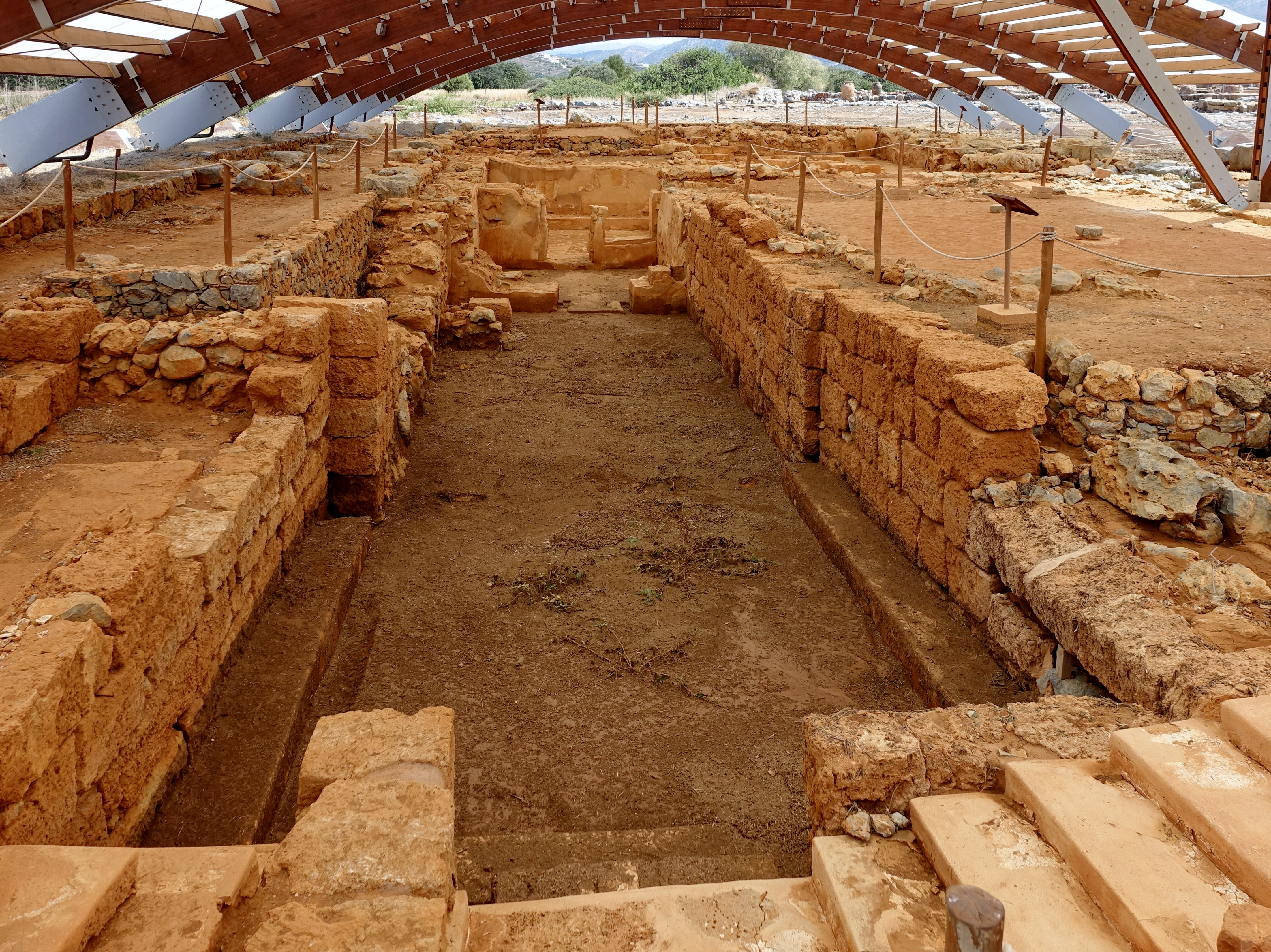
Nordwestliche Räume

Die Räume im Nordwesten werden als königliche Gemächer gedeutet. Hier befand sich auch ein Bad. In diesem nordwestlichen Abschnitt befindet sich ein weiterer Platz, der einem griechisch-römischen Marktplatz ähnelt, weshalb er von den Archäologen Agora genannt wird. Aus der mykenischen Nachpalastzeit stammt ein schräg zur übrigen Bebauung stehender Gebäuderest im Norden. Auch an der Südseite befindet sich eine Treppe.

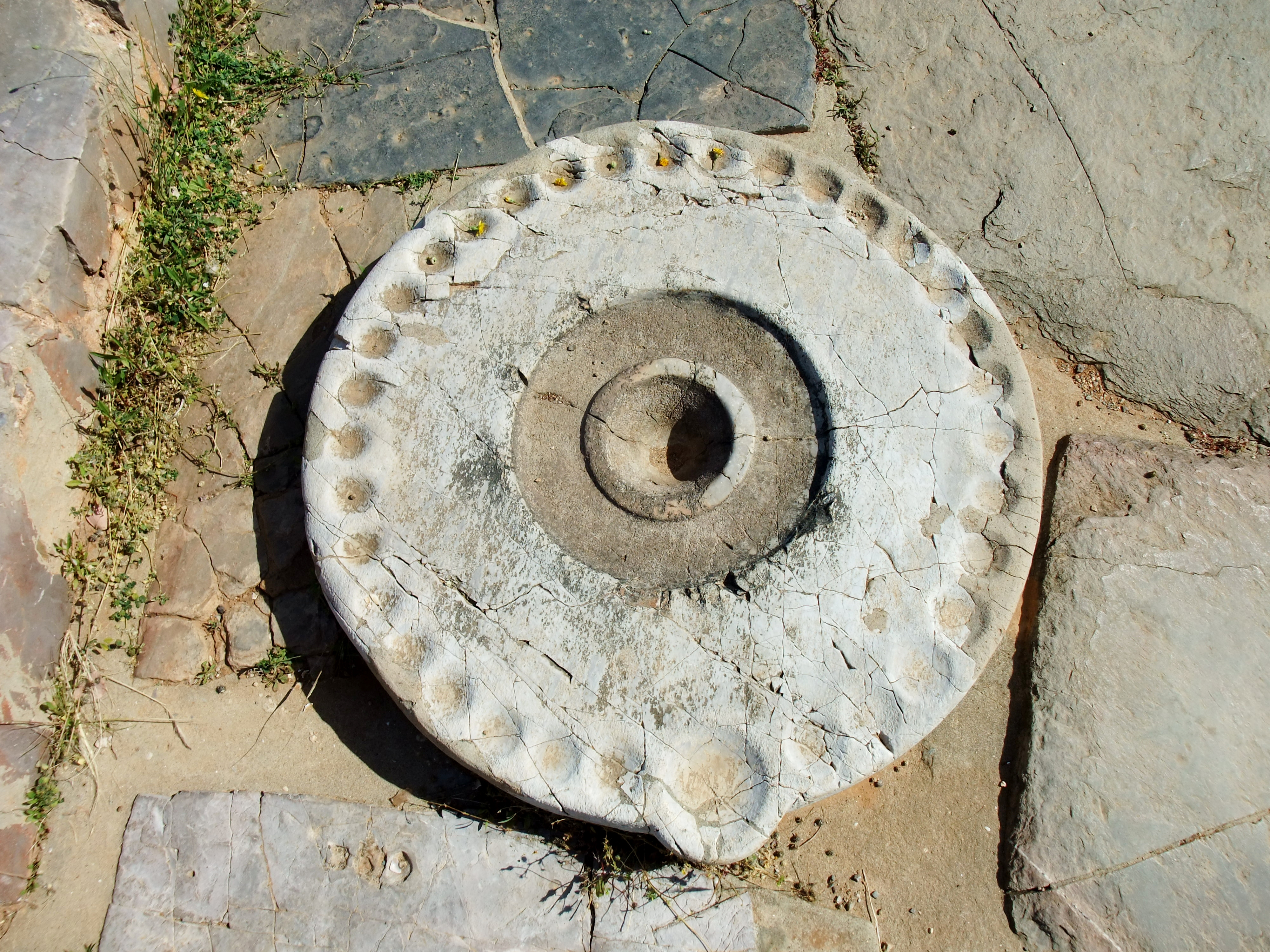
Kernos

An der Südwestseite befindet sich ein ungewöhnlich bearbeiteter Stein von etwa 90 cm Durchmesser, der Kernos, einem Mühlstein nicht unähnlich, mit einem Zapfenloch im Zentrum und 34 kranzartig verteilten, napfartigen Vertiefungen sowie einer seitlich herausragenden Vertiefung. Es wird angenommen, dass es ein Opferstein war. An der Ostseite des Zentralhofs befinden sich Lagerräume mit irdenen pithoi von bis zu 2 m Höhe. Sie wurden vermutlich zur Aufbewahrung von Olivenöl und anderen Flüssigkeiten genutzt. Der Boden dieser Räume weist ein komplexes Drainagesystem auf, um verschüttete Flüssigkeiten abzuleiten.

## Zerstörungen
Nach dem Erdbeben zwischen 1750 und 1700 v. Chr. wurde Malia etwa 1650 v. Chr. wieder aufgebaut. Malia wurde um 1450 v. Chr. erneut zerstört, ungefähr zur gleichen Zeit wie auch die Paläste von Phaistos und Kato Zakros. Brandspuren an den Mauern des Palastes deuten auf eine feindliche Eroberung hin. Nach dieser Zerstörung wurde Malia nur noch kurze Zeit genutzt.

## Nekropole

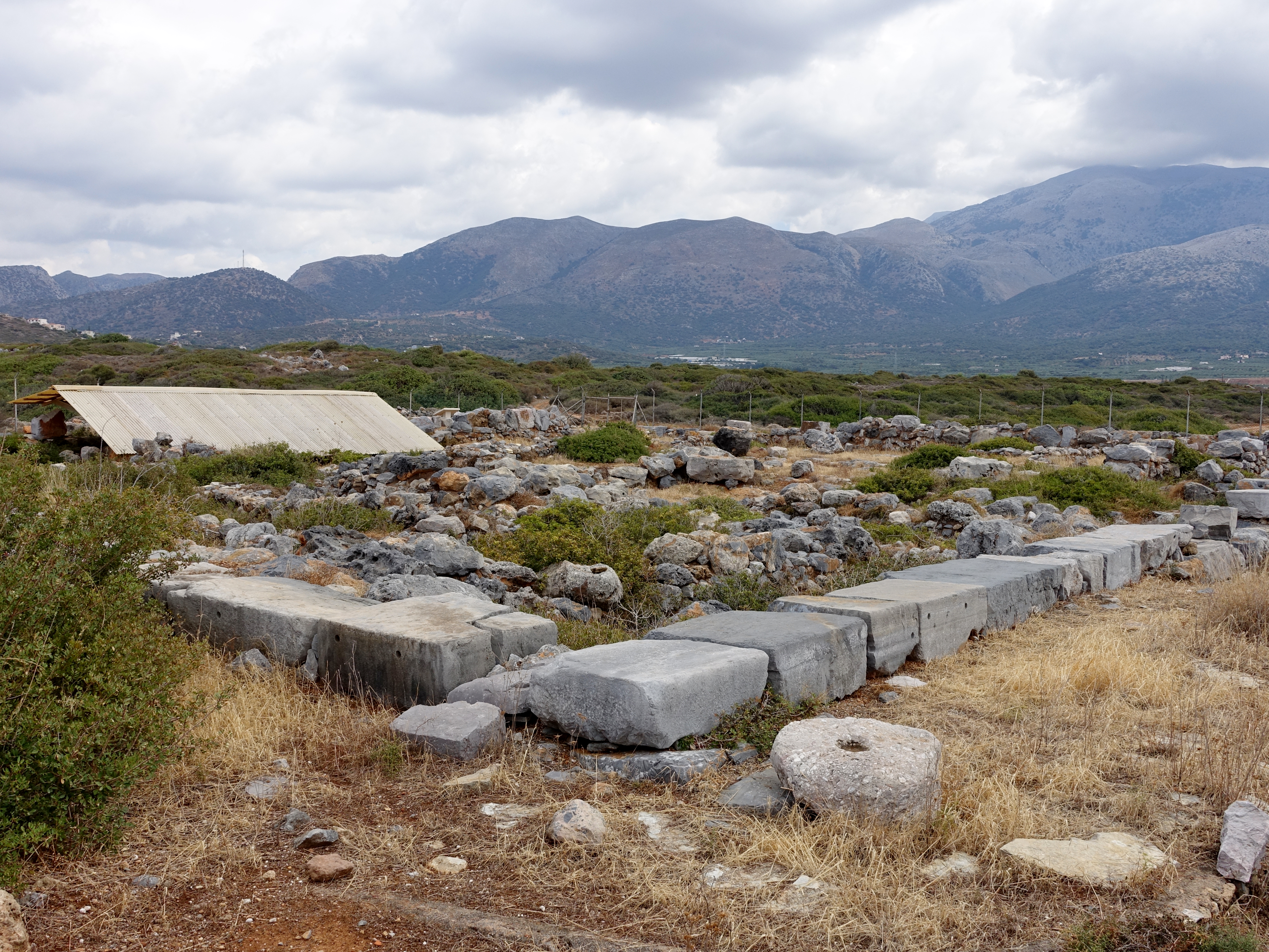
Nekropole Chrysolakkos

500 m nördlich der Palastanlage in Richtung Küste befindet sich die minoische Nekropole Chrysolakkos (griechisch Goldgrube) aus der älteren Palastzeit. Das Bauwerk hat eine Ausdehnung von etwa 30 m × 38 m. Hier befinden sich Königsgräber aus dem 19. und 18. Jahrhundert v. Chr., die ohne Türen nur von oben durch eine Steinplatte verschlossen wurden. Obwohl die Gräber bei ihrer Freilegung bereits geplündert waren, wurden in den Grabkammern reiche Funde gemacht, darunter die Bienen von Malia, die im Archäologischen Museum in Iraklio ausgestellt werden. Andere Funde werden in Agios Nikolaos gezeigt.

## Entdeckungsgeschichte
Die Palastanlage von Malia wurde 1915 durch Iosif Chatzidakis, einen griechischen Archäologen, entdeckt. Nach einer zweiten Grabungskampagne im Jahr 1919 wurde die Größe der Anlage klar und er trat in Verbindung mit Louis Renaudin. 1922 übernahm die École française d’Athènes die umfangreichen Ausgrabungsarbeiten. Die Ausgrabungen sind seitdem – ausgenommen während des Zweiten Weltkriegs – noch immer im Gange. Anders als Arthur Evans verzichteten die Franzosen auf Rekonstruktionen. Die meisten der jüngeren Ausgrabungen sind durch riesige, transparente, auf Stahlstützen stehende Dächer überwölbt, die sie vor Regen schützen.

## Besichtigungsmöglichkeiten
Die Ausgrabungsstätten können gegen Gebühr besichtigt werden. In der Tourismussaison finden regelmäßige Führungen in englischer, französischer und deutscher Sprache statt. In einem Nebengebäude werden Fundstücke ausgestellt. An einigen Stellen kann der Besucher die Ruinen betreten, an anderen erlauben Holzwege nur eine Annäherung. Es gibt Räume, die als Metallwerkstätten, Keramikwerkstätten und Versammlungsräume identifiziert wurden.